# Neohaplegis tarsata
Neohaplegis tarsata är en tvåvingeart som först beskrevs av Carl Fredrik Fallén 1820.  Neohaplegis tarsata ingår i släktet Neohaplegis, och familjen fritflugor. Arten är reproducerande i Sverige.